# Loxosceles haddadi
Espèce
Loxosceles haddadi est une espèce d'araignées aranéomorphes de la famille des Sicariidae.

## Distribution
Cette espèce est endémique du Limpopo en Afrique du Sud,. Elle se rencontre vers Lajuma dans les monts Soutpansberg.

## Description
Le mâle holotype mesure 4,3 mm.

## Étymologie
Cette espèce est nommée en l'honneur de Charles R. Haddad.

## Publication originale
- Lotz, 2017 : An update on the spider genus Loxosceles (Araneae: Sicariidae) in the Afrotropical region, with description of seven new species. Zootaxa, vol. 4341(4), p. 475-494.